# Луїс Карлос Переа
Луїс Карлос Переа (ісп. Luis Carlos Perea, нар. 29 грудня 1963, Турбо, Антіокія, Колумбія) — колумбійський футболіст, що грав на позиції захисника.
Виступав, зокрема, за клуби «Індепендьєнте Медельїн», «Атлетіко Насьйональ» та «Депортес Толіма», а також національну збірну Колумбії, у складі якої був учасником двох чемпіонатів світу та чотирьох Кубків Америки.

## Клубна кар'єра
У дорослому футболі дебютував 1983 року виступами за команду «Індепендьєнте Медельїн», в якій провів чотири сезони, взявши участь у 101 матчі чемпіонату. Більшість часу, проведеного у складі «Індепендьєнте Медельїн», був основним гравцем захисту команди.
Своєю грою за цю команду привернув увагу представників тренерського штабу клубу «Атлетіко Насьйональ», до складу якого приєднався 1988 року. Відіграв за команду з Медельїна наступні три сезони своєї ігрової кар'єри. Граючи у складі «Атлетіко Насьйональ» також здебільшого виходив на поле в основному складі команди і 1989 року виграв з командою Кубок Лібертадорес, а наступного року і Міжамериканський кубок.
1991 року повернувся до клубу «Індепендьєнте Медельїн». Цього разу провів у складі його команди три сезони, а 1994 року недовго пограв за ще один місцевий клуб «Атлетіко Хуніор»..
З 1994 року грав у складі мексиканських команд «Некакса» та «Торос Неса», а потім повернувся на батьківщину, провівши сезон 1995/96 за клуб «Депортес Толіма».
У 1997—1998 роках Переа знову виступав за «Індепендьєнте Медельїн», а 1999 року перебрався до США, де був на перегляді у місцевих клубах «Маямі Ф'южн» та «Тампа-Бей М'ютені», втім контракт так і не підписав, після чого вирішив завершити ігрову кар'єру і почав працювати як тренер з розвитку гравців у клубі «Маямі Страйк Форс» і був включений до списку 100 найкращих латиноамериканців, що живуть у Маямі.

## Виступи за збірну
11 червня 1987 року дебютував в офіційних іграх у складі національної збірної Колумбії в товариському матчі з Еквадором (1:0), а вже наступного місяця поїхав з командою на Кубок Америки 1987 року в Аргентині, на якому зіграв 3 матчі, а команда здобула бронзові нагороди. За два роки Переа взяв участь ы у наступному розіграшы Кубка Америки 1989 року у Бразилії, де зіграв у 4 іграх, але цього разу колумбійці не вийшли з групи.
У 1990 році Переа був у заявці збірної на чемпіонаті світу 1990 року в Італії. Там він був основним захисником команди і зіграв у всіх матчах Колумбії: на груповому етапі з ОАЕ (2:0), з Югославією (0:1), ФРН (1:1), а також у матчі 1/8 фіналу з Камеруном, який колумбійці програли з рахунком 1:2 у додатковий час і вилетіли з турніру.
Надалі у складі збірної був учасником Кубка Америки 1991 року у Чилі та Кубка Америки 1993 року в Еквадорі, посівши 4 і 3 місця відповідно. Крім того на другому з них Переа забив свій перший гол за збірну, відзначившись на 88-й хвилині чвертьфінального матчу проти Уругваю (1:1, 5:3 пен.) .
Останнім великим турніром для захисника став чемпіонат світу 1994 року у США. Там він провів 2 матчі: з Румунією (1:3) і США (1:2), а Колумбія вибула з турніру після групового етапу. Матч проти США також став його останнім матчем за збірну.
Загалом протягом кар'єри в національній команді, яка тривала 8 років, провів у її формі 78 матчів, забивши 2 голи.

## Титули та досягнення
- Володар Кубка Лібертадорес (1): 1989
- Володар Міжамериканського кубка (1): 1990
- Бронзовий призер Кубка Америки: 1987, 1993

### Індивідуальні
- У символічній збірній світу за версією журналу World Soccer: 1989[5]
- У символічній збірній року Південної Америки: 1993[6]

## Особисте життя
Його син, Луїс Альберто Переа, також став футболістом.